# Trochodendron aralioides
Espèce
Trochodendron aralioides est une espèce d'arbustes ou d'arbres de la famille des Trochodendraceae.

## Généralités
Trochodendron aralioides est la seule espèce subsistante de la famille Trochodendron. Il a été importé en Europe par von Siebold en 1839.
C'est un arbre ou arbuste au feuillage persistant originaire de l'Extrême Orient (Corée du Sud, Japon, Taïwan), pouvant s'élever jusqu'à vingt mètres de haut dans ces pays, alors qu'en France, sa hauteur habituelle atteint les deux mètres. Il s'acclimate dans les sols frais et résiste aux basses températures, jusqu'à −24 °C. Ses fleurs en panicules sont vertes et leur forme lui a valu le nom vulgaire d'« arbre à roues », ou d'« arbre aux roues ».